# اسلام أباد (مقاطعة فريدونكنار)
اسلام أباد (بالفارسية: اسلام آباد، فریدون کنار) هي منطقة سكنية تقع في مازندران في إيران. يقدر عدد سكانها بـ 483 نسمة بحسب إحصاء 2016.